# Johanninüsse

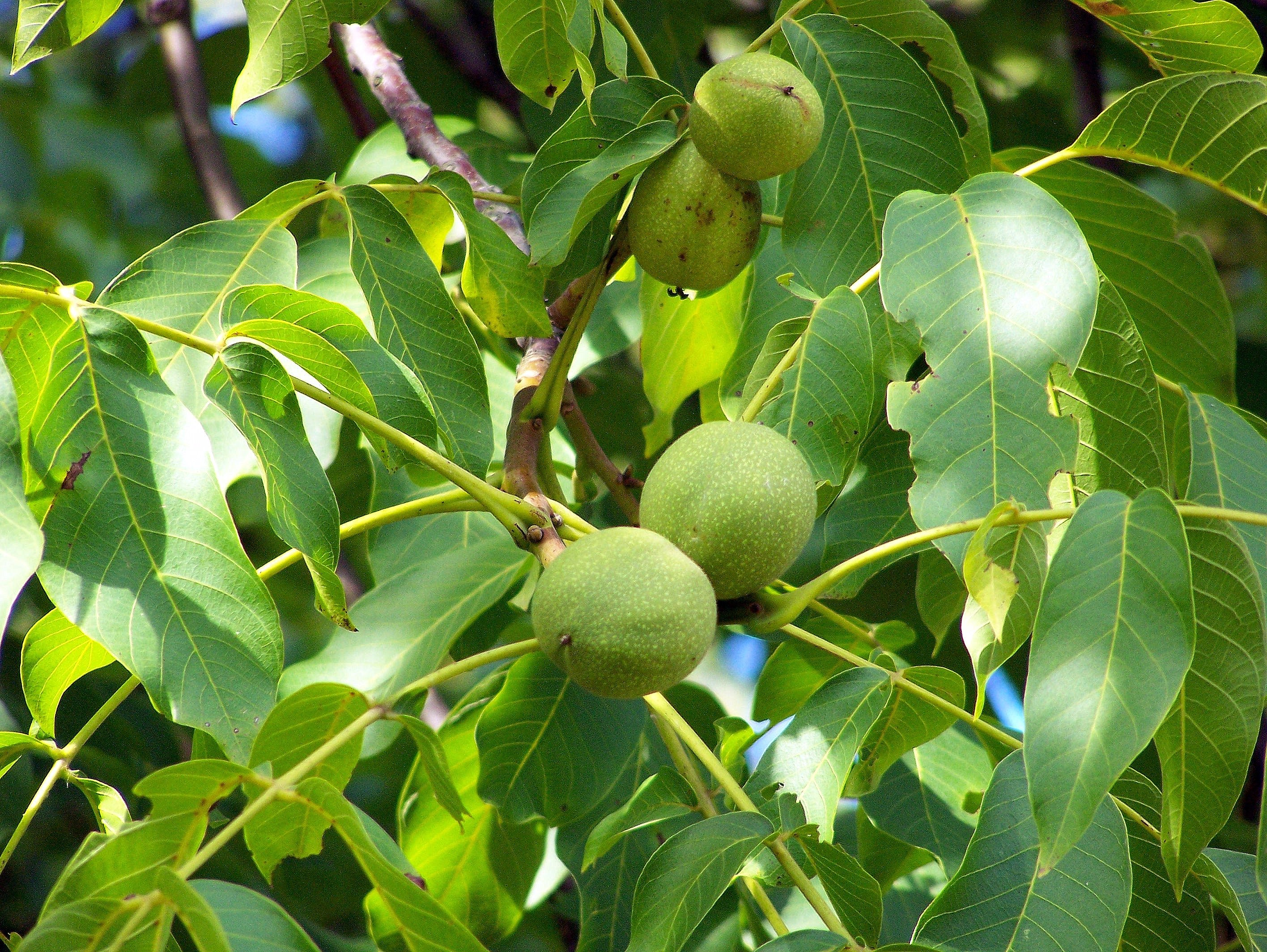
Grüne unreife Walnüsse

Johanninüsse (auch Johannisnüsse; andere Bezeichnung: grüne Walnüsse) sind normale Walnüsse, die deutlich vor der im Herbst eintretenden Reife  geerntet werden.

## Name
Der Name stammt vom Zeitpunkt der Ernte, die  bereits vor dem  Johannis- bzw. Johannestag (dem 24. Juni, allgemeiner: um die Sonnenwende) stattfindet. Zu diesem Zeitpunkt ist die Nuss noch weich und hat das typische Nussgehäuse noch nicht ausgebildet. Sie ist in unverarbeitetem Zustand nicht genießbar. Eingelegte Johanninüsse können im Feinkostgeschäft erworben werden. Unverarbeitete Johanninüsse sind direkt vom Erzeuger erhältlich.

## Verwendung

### Schwarze Nüsse
Schwarze Nüsse sind kandierte Walnüsse. Erntereif sind die grünen, unreifen Nüsse bis kurz vor dem Johannistag Ende Juni. Sie sollten noch leicht komplett durchstochen werden können. Die späteren harten Nussschalen sind in diesem Stadium noch weich, ebenso wie die Nusskerne.
In einem aufwändigen Verfahren werden die zunächst durchstochenen Nüsse über Tage bis Wochen gewässert, wobei das Wasser täglich gewechselt wird. Anschließend werden die Nüsse mit Zuckersirup mit Gewürzen übergossen, der mehrmals – ohne die Nüsse – aufgekocht wird. Die inzwischen schwarz verfärbten Nüsse reifen nun mehrere Wochen bis Jahre in dem Sirup und sind eine delikate Beilage zu Braten, Käse und zu Dessertspeisen.

### Nussöl
Außerdem ist die grüne Nuss Rohstoff für die Herstellung des (Tiroler) Nussöls, einem Mazerat in diversen Pflanzenölen, als Sonnenschutzmittel der traditionellen Heilkräuterkunde, ursprünglich Hausmittel, heute als Kosmetikum vermarktet – dieses Nussöl ist nicht das gepresste fette Öl der reifen Walnuss selbst (Walnussöl), das als aromatisches Speiseöl und auch für das Mischen von Ölfarben dient, sondern nicht für den Verzehr geeignet. Grüne Nuss, pharmazeutisch Semen juglandis immaturum, ist auch in der traditionellen chinesischen Medizin in Verwendung.

### Weitere Verwendung
Eine weitere Hauptverwendungsform ist die Herstellung von Nusslikör. Auch in der Typage von Spirituosen findet sie Verwendung. Die Schalen der unreifen Walnuss wurden als Färbemittel verwendet; die sogenannte Nussbeize ergibt einen warmen Braunton.